# Johan Martin Quist
Pour les articles homonymes, voir Quist.
Johan Martin Quist ou Qvist (3 septembre 1755 — 25 avril 1818) est un architecte danois ayant grandement contribué à la ville de Copenhague. De même que ceux d’Andreas Hallander, ses bâtiments néoclassiques font partie de l'héritage des architectes de l’Âge d'or danois au XIXe siècle qui ont reconstruit les zones du centre-ville qui avaient été détruites par l’incendie de Copenhague en 1795.

## Biographie

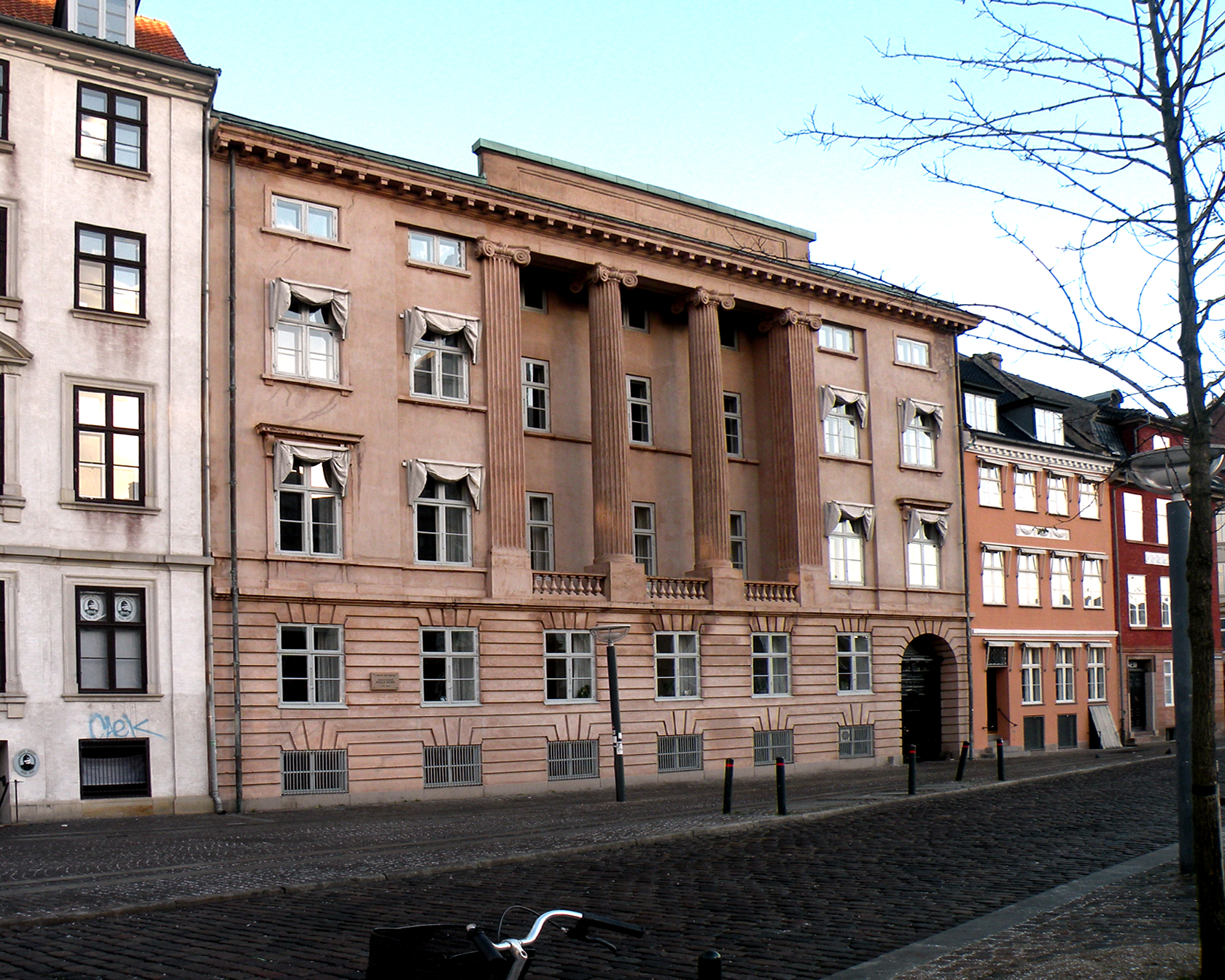
Gustmeyers Gård, Ved Stranden, Copenhague

Johan Martin Quist est né à Copenhague le 3 septembre 1755 de of Nicolaj Mathiessen Quist, un cordonnier, et d'Anna Marie Elisabeth Engelbrecht. Après avoir suivi une formation de maçon il étudie à l'Académie royale des beaux-arts du Danemark avec l'influent C.F. Harsdorff (en) remportant la grande médaille d'argent en 1775 et la petite médaille d'or en 1781.
Quist est un des constructeurs de Copenhague qui ont rapidement et avec efficacité aidé à reconstruire les parties de la vieille ville détruites par le feu en juin 1795. Ses imposants immeubles d'habitation sont inspirés du style néoclassique d'Harsdorff. Ces architectes ont formé un groupe très soudé, renforcé par leur appartenance à la garde civile et aux pompiers. Ils se sont mariés avec les filles et les veuves des uns et des autres et étaient les parrains lors des baptêmes. De grandes fortunes se construisirent car ils achetaient des terrains, construisaient dessus et revendaient le tout.
Un des premiers bâtiment reconnu de Quist est Lykkens Prøve, qui deviendra plus tard l'cole pour garçons Christianis Institut, sur Vesterbro. Ce bâtiment, which, en accord avec le Kongens Nytorv d'Hardorff, est décoré de quatre piliers cannelés dans la partie centrale intérieure, tandis que les parties latérales sont mises en avant avec des balcons en grès au premier étage.
Après le grand incendie, la réglementation sur la construction demande que les bâtiments aux intersections soient en retrait pour laisser plus de passage aux véhicules de lutte contre l'incendie. Quist tire avantage de ces nouvelles règles en concevant des coins en forme d'arc, par exemple sur le bâtiment à l’intersession entre Knabrostæde Kompagnistræde en 1797. L'année suivante il construit un bâtiment aux intersections encore plus efficace au 47 Vimmelskaftet où les deux façades ont des piliers sur trois étages.
Quist, qui meurt à Copenhague le 25 avril 1818, est enterré au cimetière Assistens.

## Œuvres
Son œuvre la plus importante est la maison Gustmeyer (en) en face de Christiansborg sur Ved Stranden (en). Terminée en 1797 pour le marchand aisé F.L. Gustmeyer, c'est une des premières maisons bourgeoises de Copenhague avec des colonnes autoportantes. Tous les bâtiments encore existants de Quist sont protégés.